# فرودگاه جرج فلت
فرودگاه جرج فلت (به انگلیسی: George Felt Airport) یک فرودگاه همگانی است که یک باند فرود چمن دارد و طول باند آن ۷۰۱ متر است. این فرودگاه در کشور ایالات متحده آمریکا قرار دارد و در ارتفاع ۱۳۰ متری از سطح دریا واقع شده‌است.